# Îlot urbain
Pour les articles homonymes, voir Îlot (homonymie) et Îlot de chaleur urbain.

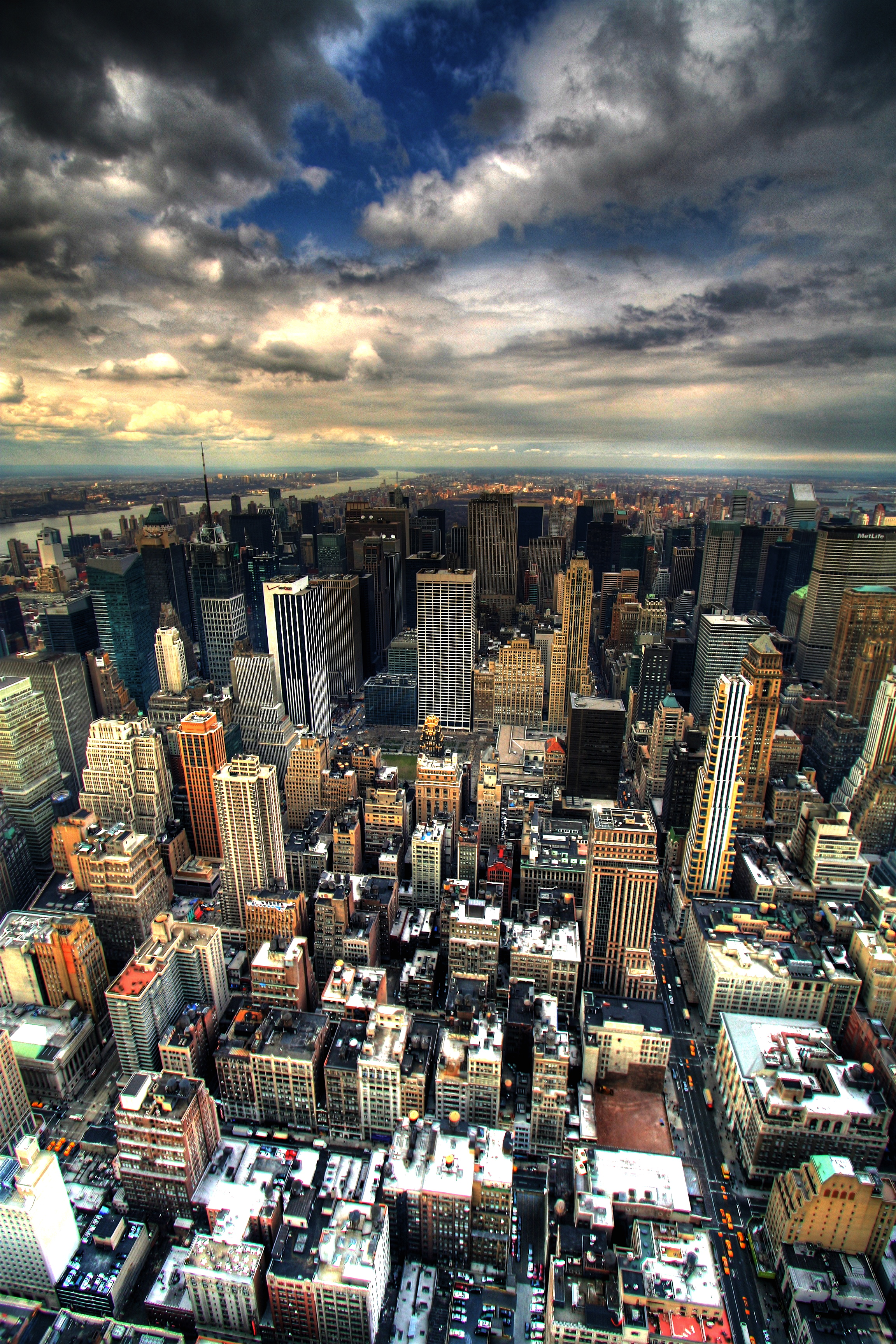
Vue aérienne de Manhattan, où l'on entre-aperçoit les îlots urbains.

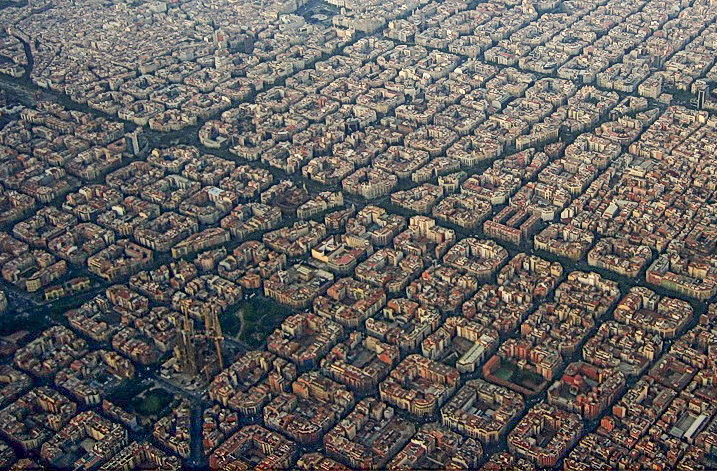
Barcelone et le plan Cerdà, avec ses îlots réguliers.

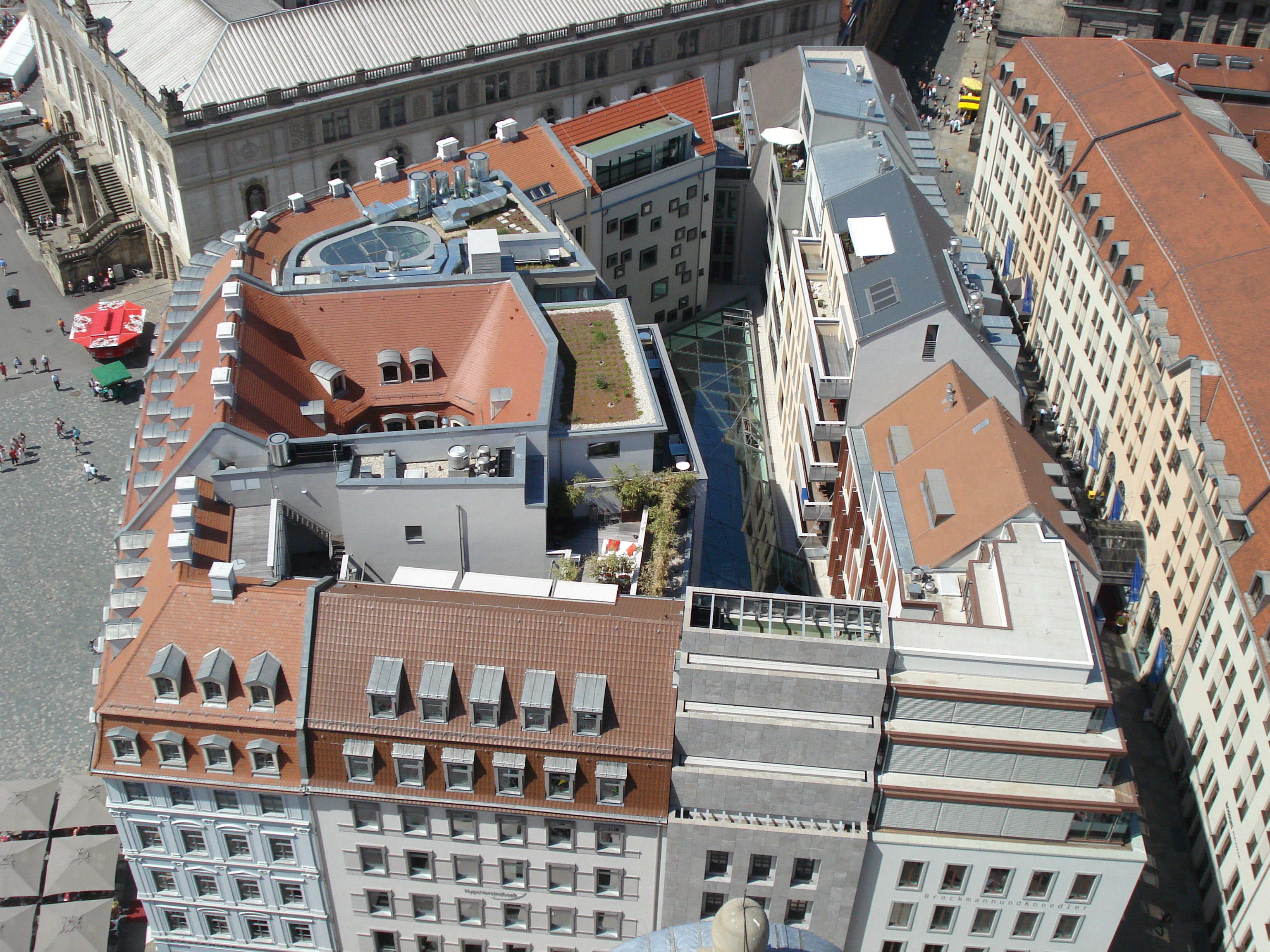
Exemple d'îlot dense à Dresde.

Un îlot urbain, aussi appelé pâté de maisons ou block en anglais, est un ensemble de parcelles, bâties ou non, constituant une unité élémentaire de l'espace urbain, séparé des autres par des rues,. Isolé, il évoque un îlot, une petite île. Ce nom est donné de préférence aux parties formant une structure ramassée (carré de maisons).
Dans l'époque moderne, un îlot est un ensemble restreint de bâtiments et de parcelles non bâties entourées par des rues ou des avenues en réseau public.
L'îlot de verdure est un espace aménagé avec de la végétation. Cela peut être un espace exclusivement jardiné. En s'inspirant de la théorie des îles biogéographiques, des auteurs comme Sukopp et Werner ont en effet proposé de comparer ces espaces verts à des « îles urbaines ».
L'îlot insalubre est un îlot dans lequel l'environnement bâti est malsain et rendent nécessaire sa transformation ou destruction.
L'îlot haussmannien est un îlot fermé dans lequel les façades des bâtiments sont disposées en continuité mais dont les profondeurs de bâtiment sont diverses.

## Histoire
L'urbanisation en îlots réguliers (plan en damier par exemple) existait avant l'époque romaine et a été généralisée dans les villes de l'empire romain sur le modèle de leurs garnisons. Cette forme est devenue classique au XIXe siècle avec l'extension rapide de zones urbaines. Cela concerne souvent des terres colonisées après la révolution industrielle. Cela concerne pour construire la ville parfois le choix d'un modèle d'urbanisme théorisé (idéal) fondé sur l'équilibre et l'égalité de l'accès individuel aux ressources (air lumière ...) plutôt que le choix d'une mise en conformation pragmatique de l'ensemble bâti avec le terrain qui reçoit les constructions. 
Les plans de développement de ville comportant une structure en trame horizontale d'îlots géométriques réguliers ou irréguliers dans leur forme individuelle ont donc fait partie des études importantes de l'urbanisme de toutes les époques. Ainsi par exemple les « îlots haussmanniens  » constituant un maillage horizontal ont été considérés de près par George B. Ford, théoricien de la ville américain, pour établir le Zoning Ordinance de New-York en 1916 qui définit les limites des enveloppes verticales des gratte-ciel de la ville. 
Les habitants donnaient pour adresse le nom de leur  « îlot ». Cela a donné le dérivatif « îlotier », celui qui pratique l'« îlotage » en défense passive en temps de guerre ou en sécurité policière ordinaire. 
L'îlot a été aussi utilisé jusqu'au XXe siècle pour la mise en quarantaine de ses habitants à la suite de grandes épidémies.
En 2015, Lyon inaugure le premier îlot urbain « à énergie positive » d'Europe (îlot urbain Hikari par l'architecte Kengo Kuma). L'architecture écologique a été appliquée à tout l'îlot, et non à un bâtiment en particulier. Les interconnexions entre les trois principaux bâtiments ont été conçues pour optimiser la circulation et l'économie d'énergie.

## Démographie
La notion d'îlot a été utilisée en France jusqu'en 1999 comme unité géographique de base au niveau statistique (recensement) de la population. L'Insee utilise maintenant les IRIS comme unités de base.

## Villes exemplaires à îlots réguliers
- À Barcelone, le quartier Eixample  se caractérise par un plan en damier de Ildefons Cerdà composé en 1859 de 550 îlots carrés[8] de 113 mètres de côté. Voir plan Cerdà.
- À New York, Manhattan se caractérise par un réseau de rues (orientées selon un axe Est-Ouest) et d'avenues (orientées selon un axe Nord-Sud) qui délimitent de manière rigoureuse des îlots (blocks) tous identiques, larges de 60 mètres et longs de 140. Ce système a été mis en place par la Commissioners' Plan de 1811, afin de régler rationnellement l'urbanisation de cette île.